# Città di South Perth
La città di South Perth è una delle 29 Local Government Areas che si trovano nell'area metropolitana di Perth, in Australia Occidentale. Essa si estende su di una superficie di 19,9 chilometri quadrati ed ha una popolazione stimata in circa 45.000 abitanti.